# Steven LoBue
Steven LoBue (17 giugno 1985) è un tuffatore statunitense specializzato nelle grandi altezze.
Ha vinto la medaglia d'oro ai campionati mondiali di nuoto di Budapest 2017 e l'argento ai mondiali di Gwangju 2019.

## Palmarès
- Mondiali

Budapest 2017: oro nei tuffi grandi altezze.
Gwangju 2019: argento nei tuffi grandi altezze.

## Riconoscimenti
- Atleta dell'anno FINA: 2017